# Daniel Andersson (politiker)
Daniel "Danny" Andersson, född 5 december 1986 i Örebro Sankt Nikolai församling, Örebro län, är en svensk politiker (socialdemokrat). Han var riksdagsledamot 2019–2022 (ordinarie ledamot 2021–2022, tjänstgörande statsrådsersättare 2019–2021 och 2022), invald för Örebro läns valkrets.

## Biografi
Andersson är fritidsledare samt egenföretagare inom fastighets- hotell- och gymanläggningar.
Han var arbetarekommunens ordförande i Lindesbergs kommun 2016–2019 samt distriktsstyrelseledamot i Örebro läns partidistrikt sedan 2015.
Han var förbundsordförande för HBT-Socialdemokrater 2019–2023, och under dessa år därmed också adjungerad till Socialdemokraternas verkställande utskott samt partistyrelse.

### Riksdagsledamot
Andersson kandiderade i riksdagsvalet 2018 och blev ersättare. Han var tjänstgörande statsrådsersättare för Matilda Ernkrans under perioden 21 januari 2019–2 september 2021. Andersson utsågs till ny ordinarie riksdagsledamot från och med 3 september 2021 sedan Lena Rådström Baastad avsagt sig uppdraget. Han kandiderade även i riksdagsvalet 2022, blev åter ersättare och var tjänstgörande statsrådsersättare för Matilda Ernkrans under perioden 26 september–18 oktober 2022.
I riksdagen var Andersson ledamot i konstitutionsutskottet 2019–2022 och EU-nämnden 2022. Han har även varit suppleant i bland annat EU-nämnden och näringsutskottet.